# Frankenstein (Grey)
Frankenstein ist eine Oper in zwei Akten von Mark Grey (Musik) mit einem Libretto von Júlia Canosa i Serra nach dem Roman Frankenstein oder Der moderne Prometheus von Mary Shelley. Sie wurde am 8. März 2019 im Brüsseler Opernhaus La Monnaie/De Munt uraufgeführt.

## Handlung

### Erster Akt
Bei einer Forschungsexpedition im Jahr 2816 finden Wissenschaftler 235 m unter dem europäischen Permafrost ein eingefrorenes menschenähnliches Wesen. Sie stellen als Todeszeitpunkt das Jahr 1816 fest. Der Expeditionsleiter Dr. Robert Walton lässt es wiederbeleben und mit technischen Mitteln sein Gehirn untersuchen, um seine Erinnerungen abzufragen. Allmählich beginnt das Wesen zu sprechen und nennt einen Namen: Victor. Die folgenden Szenen zeigen sein Leben in Form von Rückblenden, während die Beobachter aus der Zukunft das Geschehen immer wieder kommentieren.
Ende der 1810er Jahre erschafft der Wissenschaftler Victor Frankenstein eine lebende Kreatur aus Leichenteilen. Er kann sich nur schwer von seiner Arbeit trennen, als ihn seine Geliebte Elizabeth zu sich ruft. Er versichert ihr seine Liebe und schwört, bald zu ihr zurückzukehren. Zudem verspricht er, ihr nach der Hochzeit sein Geheimnis zu offenbaren. Die Kreatur beobachtet die Szene insgeheim.
Inzwischen ist die Existenz des Wesens im Dorf bekannt geworden und hat bei den Einwohnern zu Ängsten geführt. Sie rotten sich zusammen und vertreiben es gewaltsam aus dem Dorf. Während es ziellos durch die Landschaft streift, stellt es Überlegungen über sich selbst und seine Herkunft an. Es stellt fest, dass es sich von den anderen Lebewesen unterscheidet, aber wie die anderen Tiere und die Menschen nach einem Gefährten sehnt. Es trifft auf einen blinden Mann, der sich furchtlos mit ihm unterhält, da er seine Abscheulichkeit nicht sehen kann. Der Blinde erklärt dem Wesen, dass die Menschen zwar gütig geboren, aber schlecht gelehrt werden. Es sei wichtig, die Gewalttätigkeiten einzudämmen. Die Kreatur sorgt sich vor einer Begegnung mit den Kindern des Blinden, Felix und Agatha, die in ihm nur ein Monster sehen würden. Zu Recht, denn als Felix erscheint, attackiert er ihn sofort.
Das Wesen beobachtet, wie Victors kleiner Bruder William unter der Aufsicht der Dienerin Justine spielt. Als sie ihn für einen Moment aus den Augen verliert, kommt der Junge ums Leben. Man hält Justine für schuldig an seinem Tod, zumal seine Halskette in ihrer Tasche gefunden wird. Die Kreatur deutet Victor gegenüber an, selbst die Tat begangen zu haben. Vor Gericht schweigt Victor jedoch. Justine findet in Elizabeth eine engagierte Fürsprecherin. Dennoch wird sie zum Tod verurteilt und hingerichtet.

### Zweiter Akt
Die Wissenschaftler der Zukunft fühlen sich wie „Eindringlinge in einer fremden Welt“. Sie würden die Kreatur lieber in Frieden ruhen lassen. Walton jedoch möchte ihre Geschichte nicht der Vergessenheit überlassen.
Das Wesen hat seinen Schöpfer in eine Höhle verschleppt und stellt ihn zur Rede, um mehr über sein Leben und seine Bestimmung zu erfahren. Es fordert Frankenstein auf, ihm eine Gefährtin zu erschaffen, die ebenso abstoßend wie es selbst sei. Sie würden zwar in der Einsamkeit leben müssen, doch ihre Liebe werde seinen Zorn dämpfen, sodass er den Weg zu einem tugendhaften Leben finden könne. Victor verspricht dies, lässt das Wesen aber schwören, sich in Zukunft von den Menschen fernzuhalten.
Elizabeth fühlt sich weiterhin von dem arbeitswütigen Victor vernachlässigt. In einem Brief fordert sie ihn auf, endlich nach Hause zurückzukehren.
Victors Freund Henry Clerval erscheint im Labor, um ihn zur Vernunft zu bringen. Die Kreatur versucht, Henry zu vertreiben, damit Frankenstein die Arbeit an seiner Gefährtin fertigstellen kann. Der von dem grausigen Experiment entsetzte Henry bleibt jedoch hartnäckig. Allmählich erkennt auch Victor selbst die Abscheulichkeit seiner Forschungen. Als er damit beginnt, sein begonnenes Werk zu zerstören, greift die Kreatur ein. Sie bedroht Henry, um Victor zur Weiterarbeit zu zwingen, und tötet ihn schließlich. Bevor er geht, droht er, Elizabeth in der Hochzeitsnacht ebenfalls zu ermorden.
In der Zukunft erklärt das wiederbelebte Wesen dem Wissenschaftler Walton, dass es Reue empfinde. Sein Herz sei geschaffen worden, um Liebe und Mitgefühl zu empfinden, doch Leid habe es böse gemacht. Walton will die lange zurückliegenden Taten nicht beurteilen. Er rät dem Wesen, seinem Schöpfer zu vergeben, um den Weg in eine andere Zukunft zu finden. Die Kreatur hat jedoch noch nicht alle Verbrechen gestanden.
In der Hochzeitsnacht nähert sich die Kreatur singend der auf ihren Gatten wartenden Elizabeth. Sie erinnert sich an das Geheimnis, von dem Victor ihr nach der Heirat erzählen wollte. In dem Eindringling sieht sie „weder Dämon noch Engel“, sondern bietet ihm ihre Fürsorge an. Besessen von dem Wunsch nach Rache tötet das Wesen Elizabeth.
Als Victor seine tote Frau findet, erkennt er die Folgen seiner Überheblichkeit, die ihn in die „ewige Hölle“ gebracht hat.
In der Zukunft trauert das Wesen um seinen Schöpfer. Obwohl sich Walton um Trost bemüht, beschließt es, sich einen Scheiterhaufen zu errichten. Der Tod in den Flammen wird seine Leiden beenden.

## Gestaltung

### Musik
Die Musik ist aus unterschiedlichsten Elementen zusammengesetzt. In der Werkbeschreibung bei Operavision werden „alte oder romantische Musik, industrielles Rauschen, elektroakustische Klänge und die harmonische Sprache von John Adams und Aaron Copland“ genannt. Die Rezensentin der Deutschen Bühne beschrieb die Musik folgendermaßen: „Sie changiert zwischen der Fratzenhaftigkeit hinkender Märsche und der Wärme echter romantischfarbiger Lyrik, beschwört orgelähnlich obertonreiche Spaltklänge und erstarrt in eiskalten vibratolosen Streicherflächen.“
Grey gab jedem Charakter eine eigene „farbliche“ Charakteristik. Auf traditionelle melodische Leitmotive verzichtete er zugunsten von wiederkehrenden rhythmischen und harmonischen „Zellen“, die er bei erneuten Auftritten der Personen einsetzte.

### Orchester
Die Orchesterbesetzung der Oper enthält die folgenden Instrumente:
- Holzbläser: zwei Flöten (2. auch Piccolo), zwei Oboen (2. auch Englischhorn), zwei Klarinetten (2. auch Bassklarinette), zwei Fagotte (2. auch Kontrafagott)
- Blechbläser: vier Hörner, drei Trompeten, drei Posaunen (3. auch Bassposaune), Tuba
- Pauken, Schlagzeug (drei Spieler)
- Harfe
- Celesta
- Sampler Keyboard, Electronic Soundscapes
- Streicher

## Werkgeschichte
Die Oper Frankenstein des amerikanischen Komponisten und Sound-Designers Mark Grey, eines langjährigen Mitarbeiters von John Adams, entstand aus Anlass des zweihundertsten Jahrestags der Erstveröffentlichung von Mary Shelleys Roman Frankenstein oder Der moderne Prometheus. Die Idee zu dem Stoff hatten der Regisseur Alex Ollé  vom Künstlerkollektiv La Fura dels Baus und der künstlerische Leiter des Brüsseler Opernhauses La Monnaie/De Munt, Peter de Caluwe. Mit dem Libretto wurde Júlia Canosa i Serra beauftragt. Aufgrund der subtilen und nuancenreichen Sprache Shelleys und der vielen historischen und literarischen Anspielungen der Vorlage wurde mit Grey explizit ein englischsprachiger Komponist ausgewählt. Es handelt sich um seine erste Oper in „klassischer Gestalt“ mit Sängern und einem „traditionellen“ Orchester.
Außer Grey schufen auch einige andere Komponisten Opern über dieses Sujet, beispielsweise Gordon Kampe (UA: Berlin, 2018) oder Jan Dvorak (UA: Hamburg, 2018).
Dem Komponisten zufolge war die Brüsseler Uraufführung ursprünglich bereits für das Jahr 2016 geplant, musste aber aufgrund der Renovierung des Hauses verschoben werden. Die damalige Idee, die Rolle des Monsters als androgyne Travestie-Partie zu gestalten, wurde verworfen, da sie die Handlung verwirren würde. Die Kreatur wurde nun mit einem hohen Tenor besetzt, der einen großen Kontrast zu der bekannten Verkörperung durch Boris Karloff im Film Frankenstein von 1931 bildet.
Die Uraufführung fand am 8. März 2019 im Brüsseler Opernhaus La Monnaie/De Munt in einer Inszenierung von Alex Ollé (La Fura dels Baus) statt. Die Bühne stammte von Alfons Flores, die Kostüme von Lluc Castells, das Licht von Urs Schönebaum und die Videos von Franc Aleu. Die musikalische Leitung hatte Bassem Akiki. Es sangen Scott Hendricks (Victor Frankenstein), Topi Lehtipuu (Kreatur), Eleonore Marguerre (Elizabeth), Andrew Schroeder (Dr. Walton und Staatsanwalt), Christopher Gillett (Henry), Stephan Loges (Blinder und Vater) und Hendrickje van Kerckhove (Justine). Ein Mitschnitt der Produktion wurde als Videostream bei Operavision im Internet bereitgestellt.
Der Rezensent des Belgischen Rundfunks sprach von einer „großen spektakulären Uraufführung“, einer „nahezu cinematographische[n] Umsetzung, die an beste Science-Fiction-Filme erinnert“ und lobte auch die Ausführenden. Er fand lediglich, dass das Libretto „zu viel Pathos“ enthalte. Der Rezensent der Zeitschrift Opernwelt schrieb von „schöne[n] Science-Fiction-Bilder[n], in denen ein ungebrochenes Fortschrittspathos und die Bilderwelt aus Jugendbüchern auf naive Art zusammenfließen“. Die Handlung werde „teils altbacken […] nachgestellt, teils durch etwas dynamischere Videoprojektionen gezeigt“. Die Musik sei „gut geschrieben“ und umgesetzt, besitze jedoch keine „eigene Handschrift“.
Grey erstellte aus fünf Szenen der Oper eine sinfonische Orchestersuite mit dem Titel Frankenstein Symphony, für die er die Musik gründlich überarbeitete.

## Aufnahmen
- März 2019 – Bassem Akiki (Dirigent), Alex Ollé (La Fura dels Baus, Inszenierung), Alfons Flores (Bühne), Lluc Castells (Kostüme), Urs Schönebaum (Licht), Franc Aleu (Video), Symphonieorchester und Chor von La Monnaie.
 Scott Hendricks (Victor Frankenstein), Topi Lehtipuu (Kreatur), Eleonore Marguerre (Elizabeth), Andrew Schroeder (Dr. Walton und Staatsanwalt), Christopher Gillett (Henry), Stephan Loges (Blinder und Vater), Hendrickje van Kerckhove (Justine).
 Mitschnitt der Uraufführungsproduktion aus dem Brüsseler Opernhaus La Monnaie/De Munt.
 Videostream bei Operavision.[2]